# Hadházy Sándor
Hadházy Sándor (Derecske, 1956. augusztus 10. – ) magyar vízépítő mérnök, politikus; 1998. június 18. óta a Fidesz – Magyar Polgári Szövetség országgyűlési képviselője.

## Családja
Nős, két gyermeknek az édesapja.

## Életrajz

### Tanulmányai
Derecskén született 1956. augusztus 10-én. 1970 és 1974 között a bajai Tóth Kálmán Gimnázium és Vízügyi Szakközépiskola nebulója. 1986-ban a Budapesti Műszaki Egyetem Építőmérnöki Karán vízépítő mérnök szakon végzett.

### Politikai pályafutása
1990 és 2010 között Visegrád polgármestere. 1990 és 1998 között a Pest Megyei Önkormányzat megyei közgyűlésének tagja.
1998 és 2022 között a Fidesz – Magyar Polgári Szövetség országgyűlési képviselője volt, utoljára a Pest megyei 3. számú országgyűlési egyéni választókerületben.